# Assassinato de Ruth Marie Terry
Senhora das Dunas é a alcunha dada a uma mulher cujos restos mortais por identificar foram encontrados a 26 de Julho de 1974 em Race Point Dunes, Provincetown, Condado de Barnstable, Massachusetts. O seu corpo foi exumado em 1980, 2000 e 2013 em esforços para a identificar e ao seu homicida; não tiveram sucesso, apesar de terem feito reconstrução de seu rosto várias vezes. O caso surgiu na série de televisão Haunting Evidence em 2006.

## Descoberta

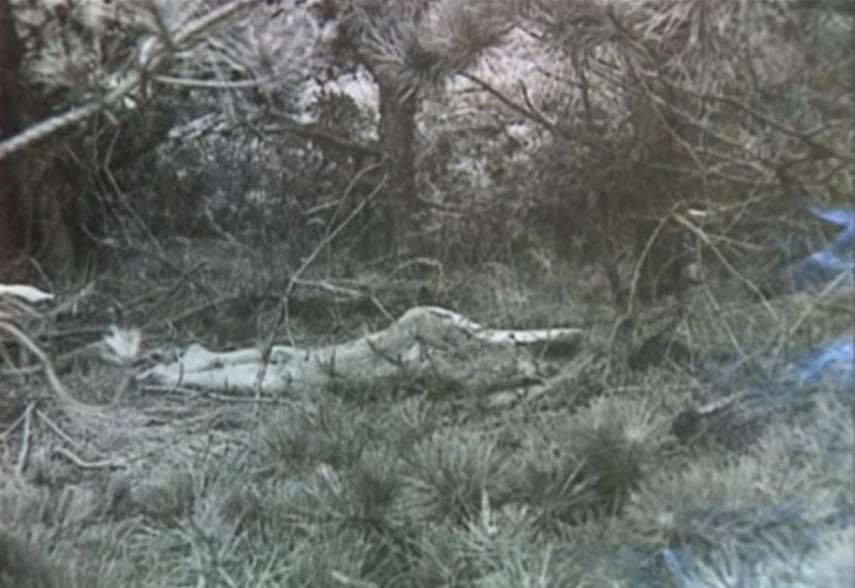
O corpo da vítima na descoberta.

O corpo de uma mulher nu e em decomposição, foi descoberto por uma rapariga adolescente a 26 de Julho de 1974. Sandra Lee, que mais tarde se tornou uma escritora de crimes, disse que ela e a sua irmã tinham encontrado os restos mortais dois dias antes do relatório, que as traumatizou. Mais tarde escreveu um livro sobre o caso, chamado The Shanty: Provincetown's Lady in the Dunes. O corpo foi encontrado a metros de uma estrada próxima e tinha uma grande actividade de insectos. Dois conjuntos de pegadas foram encontradas no sentido do corpo e marcas de pneus a 45 metros da cena. Tinha a cabeça para baixo numa toalha verde, com calças de gana Wrangler dobradas, e tinha um lenço azul colocado na sua cabeça. Tinha cabelo ruivo comprido, que tinha sido puxado para um   rabo de cavalo com um gancho com brilhos dourados, e tinha unhas dos pés pintadas de rosa. A Senhora das Dunas tinha aproximadamente 1,68 metros (inicialmente pensava-se que teria 1,73 metros), pesava 65 quilos e tinha um corpo atlético. Tinha trabalho dentário feito, valendo entre 500 e 800 dólares, apesar de alguns dentes terem sido removidos pelo assassino, provavelmente numa tentativa de evitar a sua identificação. As suas mãos também tinham sido cortadas; uma pelo pulso e a outra pelo cotovelo. Foi quase decapitada, possivelmente por estrangulamento, e tinha um grande ferimento no crânio, tendo sido determinada como a causa da morte. Também havia sinais de abuso sexual no local, possivelmente feito com um bocado de madeira, possivelmente depois de morrer. Devido aos esforços que o seu assassino teve para evitar a sua identificação, alguns supõem que a falecida tivesse historial criminoso, e que as suas impressões digitais pudessem aparecer em registos. Contudo, as suas mãos e com isso as impressões digitais podem ter sido removidas para evitar a identificação da vítima e impedir a identificação da pessoa que a matou. A idade da vítima foi muito discutida, pois muitas fontes diziam que a mulher tinha entre 25 e 40 anos, apesar de puder ter menos de 20 anos e mais de 49. Outras fontes disseram que ela tinha entre 27 e 49, ou entre 25 e 35.

## Investigação
Depois de procurar em centenas de casos de pessoas desaparecidas e na lista de veículos aprovados na área, não encontraram associações. No local do crime, não havia sinal de luta, uma vez que a areia e a toalha onde ela estava deitada não estava mexida. Isto levou a alguma especulação que ela pudesse ter sido morta noutro local e largada nas dunas de Race Point, ou que ela até pudesse conhecer o atacante e estava a dormir quando morreu. Não havia mais provas para além do encontrado perto do corpo, apesar de a polícia ter procurado extensivamente nas dunas. A primeira reconstrução facial da mulher foi criada com barro em 1979 por Clyde Snow, que era um artista forense. Os seus restos mortais foram exumados em 1980 para examinação, (apesar do crânio não ter sido enterrado na altura), que não revelou pistas. Novamente, em Março de 2000, o corpo foi desenterrado para retirar ADN da vítima, o que também não revelou pistas da sua identidade. Em 1987, foi reportado que uma mulher canadiana disse a um amigo que tinha visto o seu pai a estrangular uma mulher em Massachusetts, cerca de 15 anos antes. Os oficiais da polícia não acreditaram inteiramente na história, apesar de terem tentado localizar a mulher. Também em 1987, outra mulher disse à polícia que a reconstrução da vítima parecia a sua irmã, que tinha desaparecido em Boston em 1974. Os investigadores também seguiram uma pista envolvendo Rory Gene Kesinger, que teria 25 anos na altura do homicídio, que tinha fugido da prisão da cidade em 1973. Depois do crânio ter sido reconstruído, as autoridades viram uma semelhança entre Kesinger e a vítima. Esta teoria foi mais tarde ignorada, uma vez que o ADN da mãe de Kesinger comparado com o da Senhora das Dunas não coincidia. Outra mulher desaparecida, Francis Ewalt, de Montana também foi descartada. A Senhora das Dunas foi enterrada a 19 de Outubro de 1974, numa campa onde se lê "Corpo de Mulher por Identificar encontrado em Race Point Dunes, 26 de Julho de 1974" depois da investigação ter começado a esfriar. Em Maio de 2010, o seu crânio foi colocado num scanner que gera imagens que são depois usadas no Centro Nacional para Crianças Desaparecidas e Exploradas para reconstrução. O produto final foi consequentemente lançado.
Actualmente, um dos investigadores do caso está a angariar fundos para enterrar novamente o corpo num novo caixão, uma vez que o original se tem vindo a deteriorar.
Em Agosto de 2015, especulou-se que a Senhora das Dunas poderia ter sido um extra no filme de 1975 Jaws, que foi filmado em Massachusetts em 1974. A descoberta foi primeiramente registada por Joe Hill, o filho do autor de horror Stephen King. Hill tinha sabido do caso depois de ler The Skeleton Crew: How Amateur Sleuths are Solving America's Coldest Cases algumas semanas antes. Durante uma cena das filmagens, uma mulher parecida com as reconstruções da vítima surge entre os membros de uma multidão, usando um lenço azul e calças de ganga, por coincidência encontrados na vítima. Um investigador teve interesse nesta potencial pista, apesar de a ter descrito como "absurda" e "especulação selvagem"

### Suspeitos
Dois anos depois da criação da reconstrução, soubesse que uma mulher parecida com a imagem tinha sido vista com o mafioso Whitey Bulger por volta da altura em que ocorreu a morte da vítima. Bulger era conhecido por remover os dentes das vítimas, o que aconteceu neste homicídio. Sandra Lee, a mulher que reclamou a descoberta do corpo, acredita na teoria do envolvimento de Bulger, dizendo que ele devia ser uma "pessoa de interesse". Lee também expressou que a vítima poderia ser uma prostituta e originária de um país estrangeiro, como a Irlanda. Ela elaborou que a vítima pode ter sido inicialmente estrangulada, como outras vítimas de Bulger e que a Senhora das Dunas foi provavelmente morta noutro local.
Tony Costa, um assassino em série da área, foi inicialmente suspeito do caso mas acabou por ser eliminado como suspeito. Costa morreu a 12 de Maio de 1974, que era inconsistente com o período temporal em que a Senhora das Dunas morreu.

#### Confissão de Hadden Clark

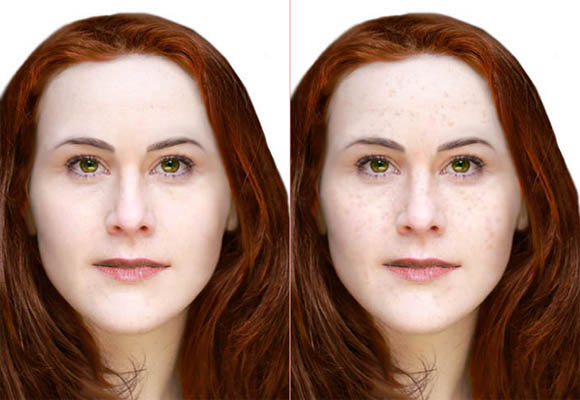
Reconstrução adicional, com a vítima com e sem sardas.

O assassino em série Hadden Clark confessou o homicídio, mas muitas acreditam que era uma falsa declaração, por Clark ser conhecido por ser um mentiroso notável. Em 2004, Clark enviou uma carta a um amigo dizendo que tinha matado uma mulher em Cape Cod, Massachusetts Também forneceu dois desenhos: um de uma mulher sem mãos e nua deitada de barriga para baixo, e outro de um mapa a apontar para onde o corpo foi encontrado. 
Em Abril de 2000, Clark levou a polícia a procurar o local onde ele dizia ter enterrado duas das suas vítimas, ambas que ele tinha matado vinte anos antes. Também disse que tinha assassinado várias outras em vários períodos durante uma onda dos anos 70 aos anos 90.
As autoridades tiveram dificuldade com as declarações de Clark devido ao facto de ele sofrer de esquizofrenia paranóica, uma condição que levou outros com a mesma doença mental a confessar falsamente crimes.

#### Resolução de um Mistério de Quase 50 Anos
O famoso caso finalmente encontrou seu desfecho após quase cinco décadas de investigação. Ruth Marie Terry, uma mulher de 37 anos, foi identificada no outono passado como a vítima de um brutal assassinato. Seu corpo foi encontrado em um estado chocante, vítima de espancamento e quase decapitação, nas dunas de areia de Provincetown, no fatídico mês de julho de 1974.
A identificação de Ruth foi o ponto de partida que permitiu aos investigadores voltarem sua atenção para possíveis suspeitos. Foi nesse momento que o marido de Ruth, Guy Rockwell Muldavin, emergiu como o principal suspeito, e posteriormente foi confirmado como o responsável pelo crime graças às novas investigações. O promotor distrital de Cape and Islands, Robert Galibois, declarou à NBC10 por meio de um comunicado: "Com base na investigação sobre a morte da Sra. Terry, foi determinado que o Sr. Muldavin foi responsável pela morte da Sra. Terry em 1974. O Sr. Muldavin faleceu em 2002". Ele acrescentou que o caso está oficialmente encerrado, conforme relatado pelo NY Post.
Guy Rockwell Muldavin, o então marido de Ruth, foi a última pessoa a vê-la viva. Em 1960, ele também chegou a ser suspeito dos assassinatos de outra esposa e de uma filha, embora nunca tenha sido formalmente acusado pelos homicídios. O Cape Cod Times reportou que os restos de Ruth foram descobertos por uma corajosa menina de apenas 12 anos, já em estágio avançado de decomposição.

Este desfecho marca o fim de um mistério que intrigou a comunidade e os investigadores por décadas, trazendo finalmente justiça para Ruth Marie Terry. 